# Inge Exner
Pour les articles homonymes, voir Ingeborg et Exner.
Inge Exner, née le 24 juin 1940 à Dittmannsdorf et mariée Bauer, est une athlète allemande qui a participé en pentathlon aux Jeux olympiques d'été pour la République démocratique allemande et aux championnats d'Europe de 1966, y remportant la médaille de bronze avec 4713 points.
Aux Jeux olympiques d'été de 1968, Mexico, elle terminait à la septième place avec 4849 points.
Inge Exner faisait partie du SC Motor Jena et avait en compétition un poids de forme de 67 kg pour une taille de 1.75 m.

## Palmarès

### Jeux olympiques d'été
- Jeux olympiques d'été de 1968 à Mexico ( Mexique)
  -  Médaille de bronze au pentathlon

### Championnats d'Europe d'athlétisme
- Championnats d'Europe d'athlétisme de 1966 à Budapest ( Hongrie)
  -  Médaille de bronze au pentathlon

## Sources
- (de) Cet article est partiellement ou en totalité issu de l’article de Wikipédia en allemand intitulé « Inge Bauer » (voir la liste des auteurs).